# Ejido Jalapa
Ejido Jalapa är en ort i Mexiko.   Den ligger i kommunen Mexicali och delstaten Baja California, i den nordvästra delen av landet, 2 200 km nordväst om huvudstaden Mexico City. Ejido Jalapa ligger 11 meter över havet och antalet invånare är 671.
Terrängen runt Ejido Jalapa är mycket platt. Runt Ejido Jalapa är det ganska tätbefolkat, med 58 invånare per kvadratkilometer. Närmaste större samhälle är Delta, 12,4 km söder om Ejido Jalapa. Trakten runt Ejido Jalapa består till största delen av jordbruksmark.